# Edmund Linhart
Edmund Linhart (* 16. März 1949 in Linz) ist ein österreichischer Galerist, Maler und Grafiker.

## Leben und Wirken
Linhart absolvierte die Universität für künstlerische und industrielle Gestaltung Linz und schloss diese 1975 mit Diplom ab. Er ist Mitglied der Zülow Gruppe, seit dem Jahr 2000 stellvertretender Präsident und seit 2008 Leiter der Galerie dieser Künstlervereinigung.
Linhart gilt als Erfinder von Landschaften im Beharrungszustand. Die Zeichnungen entstehen aus einem verwobenen Raster von tausenden Tuschelinien – Kompositionen von Bäumen, Steinen, Erdstrukturen im Zustand archaischer Ruhe.
Er lebt und arbeitet in Linz und stellt seine Werke im In- und Ausland aus.

## Einzelwerke
- Die Haut der Erde/Sirenenhaut, Federzeichnung, 2004 bis 2006
- Kleine Ballerina, Grafik

## Ausstellungen
- Continuum, Linz 2015
- Fragile, Linz 2013
- D.I.V.E.R.T.I.M.E.N.T.O., Linz 2008